# Atractaspis fallax
Atractaspis fallax är en ormart som beskrevs av Peters 1867. Atractaspis fallax ingår i släktet jordhuggormar, och familjen Atractaspididae. Inga underarter finns listade.
Arten förekommer i Etiopien, Kenya och Somalia.